# يانغ تشين
يانغ تشين (بالصينية: 杨晨)، من مواليد 17 يناير 1974 في بكين في الصين، لاعب كرة قدم صيني.
و قد كان تشين يلعب مع نادي بيجينغ غوان، ولكنه انتقل إلى نادي إنتراخت فرانكفورت في عام 1997، وفي عام 2002 انتقل إلى نادي سانت باولي، وبعدها رجع إلى الصين، وفي عام 2002 كان ضمن منتخب الصين لكرة القدم المشارك في كأس العالم لكرة القدم 2002.

## روابط خارجية
- يانغ تشين على موقع قاعدة بيانات كرة القدم.إي يو (الإنجليزية)
- يانغ تشين على موقع بيانات كرة القدم. دي إي (الألمانية)
- يانغ تشين على موقع ناشيونال فوتبول تيمز (الإنجليزية)
- يانغ تشين على موقع Soccerway.com (الإنجليزية)
- يانغ تشين على موقع عالم كرة القدم.نت (الإنجليزية)
- يانغ تشين على موقع كووورة